# Julio Cobos
Julio César Cleto Cobos (Godoy Cruz, 30 de abril de 1955) es un ingeniero civil y político radical argentino, que fue vicepresidente de la Nación Argentina desde 2007 hasta 2011, durante el primer mandato de Cristina Fernández de Kirchner. Actualmente es diputado nacional por la provincia de Mendoza desde 2021 y vicepresidente tercero de la Cámara de Diputados desde el 4 de diciembre de 2024.
Pertenece a la Unión Cívica Radical, partido del cual fue expulsado en 2007, por presentarse como candidato a vicepresidente por el Frente para la Victoria. Dicha expulsión sería posteriormente revocada y acordaría volver al partido una vez finalizado su período en el cargo como vicepresidente de la Nación.
De cara a las elecciones legislativas del 28 de junio de 2009, rebautizó el partido político nucleado en torno a su figura, denominándolo Consenso Federal (ConFe), el que pasaría a ser parte del Acuerdo Cívico y Social (ACyS). No obstante, el partido sería disuelto antes de las elecciones por una decisión judicial basada en la solicitud del partido autonomista de retirarse del ConFe. Manifestó su deseo de ser candidato presidencial en las elecciones presidenciales de 2011, aunque finalmente desistió de su candidatura.
A fines de 2012, anunció su candidatura a diputado nacional de Mendoza por la Unión Cívica Radical para las elecciones legislativas de Argentina de 2013 en las que resultó vencedor, en acuerdo con el Frente Progresista, Cívico y Social (FPCyS).

## Biografía

### Niñez y juventud
Julio César Cleto Cobos nació en la ciudad de Godoy Cruz y vivió su infancia en el Barrio Bancario, junto a su padre Fermín, su madre Asunción y sus dos hermanos, Analia y Alicia. Su padre trabajaba en Rentas de la provincia de Mendoza y su madre era modista. Él cursó sus estudios secundarios en el Liceo Militar General Espejo.

### Carrera académica
Cobos estudió Ingeniería en construcciones graduándose en la Facultad Regional Mendoza de la Universidad Tecnológica Nacional en 1979. Luego decidió continuar con la carrera de Ingeniería civil, de la cual se graduó en 1988.
Fue profesor en dicha universidad, así como también en la Universidad Nacional de Cuyo (Facultad de Ingeniería) y la Universidad de Mendoza (Facultad de Arquitectura y Urbanismo). Se desempeñó en una empresa privada de construcciones civiles y para la Dirección Provincial de Vialidad de la Provincia de Mendoza, Argentina.
También se desempeñó en el cargo de Decano electo de la Facultad Regional Mendoza de la Universidad Tecnológica Nacional desde el 6 de diciembre de 1997 y hasta el 6 de diciembre de 2001 (solicitó licencia desde 10 de diciembre de 1999 y hasta el 10 de diciembre de 2000 para desarrollar tareas en la función pública). Fue reelecto en el máximo cargo de la Facultad Regional Mendoza en la Universidad Tecnológica Nacional el día 9 de diciembre de 2001 por el periodo de 2001-2005.

## Carrera política
Se afilió al partido Unión Cívica Radical en 1991 e ingresó en la función pública como subsecretario de Urbanismo y Vivienda de la ciudad de Mendoza desde el 2 de noviembre de 1994 y hasta el 6 de diciembre de 1997, en la Gestión de Roberto Iglesias.
Luego fue secretario de Obras Públicas de Mendoza. Desde el 10 de diciembre de 1999 y hasta el 10 de diciembre de 2003, se desempeñó como Ministro de Ambiente y Obras Públicas en el Gobierno de la Provincia de Mendoza.

### Gobernación de Mendoza
Fue Decano de la Facultad Regional Mendoza de la Universidad Tecnológica Nacional entre los años 1997 y 2003,[cita requerida] año en que fue elegido gobernador, liderando una coalición entre la Unión Cívica Radical de Mendoza, Recrear y Federal. Asumió su cargo el 11 de diciembre de 2003, recibiendo el mando del Gobernador Ingeniero Roberto Iglesias, quien fue elegido por la Alianza para la Producción, el Trabajo y la Educación, que reunía a la Unión Cívica Radical y al Frente para un País Solidario (FREPASO).
Luego de esa elección, Cobos adoptó una política de diálogo y buenas relaciones con el presidente Justicialista Néstor Kirchner. Esta posición le costó una disputa en el interior de la Unión Cívica Radical de Mendoza liderada por su predecesor como gobernador, Roberto Iglesias, debido a su cercanía y apoyo a la política nacional del presidente Kirchner.[cita requerida]
En 2005, creó el Servicio Cívico Voluntario donde se capacitaba a jóvenes mayores de 16 años en diversos oficios. Durante los tres años siguientes se capacitaron alrededor de 4500 jóvenes, en más de 60 centros de educación, de los cuales un gran número se encontraban en la sede del ejército. Durante su gestión causó controversia cuando el subsecretario de Justicia mendocino, Sebastián Godoy Lemos, denunció que al menos cuatro acusados de delitos sexuales vieron disminuidas sus condenas por decretos de Cobos.
Cobos terminó su mandato el 10 de diciembre de 2007 y fue sucedido en el cargo por el justicialista Celso Jaque. Posteriormente el gobierno de la provincia presentó una denuncia penal contra Cobos y el exministro de Obras Públicas, Francisco Morandini, por la presunta falsificación de un decreto. En 2007 vetó una ley que protegía el medioambiente mendocino al prohibir la minería con cianuro en territorio provincial. En una causa paralela el gobierno de Mendoza presentó una denuncia penal contra el vicepresidente Julio Cobos por  aumento de tarifas eléctricas cuando era gobernador de esa provincia.

#### Gabinete
El 23 de noviembre de 2003 el recién electo Gobernador, Julio Cobos dio el nombre de los que lo acompañarían en su gabinete. En su gobierno tuvo varios cambios en el Ministerio de Justicia y Seguridad.
| Ministerio                                | Ministro            | Período                                         |
| ----------------------------------------- | ------------------- | ----------------------------------------------- |
| Ministerio de Gobierno                    | Alfredo Cornejo     | 10 de diciembre de 2003-4 de febrero de 2005    |
| Ministerio de Gobierno                    | Gabriel Fidel       | 7 de febrero de 2005-23 de diciembre de 2005    |
| Ministerio de Gobierno                    | Sergio Marinelli    | 23 de diciembre de 2005-10 de diciembre de 2007 |
| Ministerio de Justicia y Seguridad        | Roberto Grillo      | 10 de diciembre de 2003-1 de febrero de 2005    |
| Ministerio de Justicia y Seguridad        | Alfredo Cornejo     | 4 de febrero de 2005-julio de 2005              |
| Ministerio de Justicia y Seguridad        | Osvaldo Tello       | julio de 2005-noviembre de 2005                 |
| Ministerio de Justicia y Seguridad        | Miguel Bondino      | noviembre de 2005-abril de 2006                 |
| Ministerio de Justicia y Seguridad        | Laura Abonassar     | abril de 2006-10 de diciembre de 2007           |
| Ministerio de Salud y Desarrollo Social   | Ana María Gotusso   | 10 de diciembre de 2003-23 de diciembre de 2005 |
| Ministerio de Salud y Desarrollo Social   | Sergio Pinto        | 23 de diciembre de 2005-10 de diciembre de 2007 |
| Ministerio de Turismo, Deportes y Cultura | Mariana Juri        | 10 de diciembre de 2003-10 de diciembre de 2007 |
| Ministerio de Hacienda                    | Alejandro Gallego   | 10 de diciembre de 2003-10 de diciembre de 2007 |
| Ministerio de Economía                    | Laura Montero       | 10 de diciembre de 2003-10 de diciembre de 2007 |
| Ministerio de Obras Públicos              | Francisco Morandini | 10 de diciembre de 2003-10 de diciembre de 2007 |

### Vicepresidencia de la Nación
El 28 de julio de 2007, en el Club Asturiano de Vicente López, fue proclamada su candidatura a la vicepresidencia de la Nación, como compañero de fórmula de Cristina Fernández por el Frente para la Victoria para las elecciones del 28 de octubre de 2007. La fórmula presidencial "Cristina Fernández - Julio Cobos" es consagrada ganadora en las elecciones con un porcentaje del 45,2% del total del electorado, asumiendo el 10 de diciembre de 2007.

#### Votación respecto a las retenciones en el Senado
El jueves 17 de julio de 2008, se produjo una sesión de más de 18 horas en la Cámara de Senadores en la que se trató el proyecto de ley que contaba con media sanción de la Cámara de Diputados y que ratificaría con algunas modificaciones la resolución 125 que establecía la movilidad de las retenciones a las exportaciones del sector agropecuario, de modo que las mismas aumentaran cuando el precio internacional subiera y disminuyeran, cuando el precio internacional bajara. La votación terminó empatada en total de 36 votos a favor y en contra, por lo cual Cobos debió desempatar en su rol de presidente de la cámara alta, que ocupa como vicepresidente de la Nación.
Cobos votó en contra de la sanción de dicha ley, en forma opuesta a la postura sostenida por el partido gobernante y a pesar de haberse manifestado anteriormente a favor de las retenciones móviles.
Sus palabras finales en aquella sesión decisiva fueron las siguientes:

"Yo sé que me cabe una responsabilidad histórica en esto. Hay quienes desde lo político dicen que tengo que acompañar por la institucionalidad, por el riesgo que esto implica, mi corazón dice otra cosa y no creo que esto sea el motivo para poner en riesgo el país, la gobernabilidad, la paz social.
Quiero seguir siendo el vicepresidente de todos los argentinos, el compañero de fórmula hasta el 2011 con la actual presidenta de los argentinos. Vuelvo a decir que es uno de los momentos más difíciles de mi vida. No persigo ningún interés. Estoy expresando o tratando de expresar lo que mi convicción, mis sentimientos, empujan la decisión muy difícil seguramente. Yo creo que la presidenta de los argentinos lo va a entender, me va a entender, porque no creo que sirva una ley que no es la solución a este conflicto.
La historia me juzgará, no sé cómo. Pero espero que esto se entienda. Soy un hombre de familia como todos ustedes, con una responsabilidad en este caso. No puedo acompañar y esto no significa que estoy traicionando a nadie. Estoy actuando conforme a mis convicciones. Yo le pido a la presidenta de los argentinos que tiene la oportunidad de enviar un nuevo proyecto que contemple todo lo que se ha dicho, todos los aportes que se han brindado, gente de afuera o aquí mismo. Que la historia me juzgue, pido perdón si me equivoco. Mi voto... Mi voto no es positivo... mi voto es en contra".
Cobos ante el Congreso, 17 de julio de 2008.

Tras dicha votación, Cobos declaró que no renunciaría al cargo y que por ser un funcionario electo la presidenta Cristina Fernández de Kirchner no tendría autoridad legal para solicitarle que lo hiciera.
Cobos recibió un fuerte apoyo de los políticos del arco opositor al gobierno con excepción de Elisa Carrió quien lo acusó en esos días de formar parte de una conspiración «golpista» contra la presidenta Fernández, junto con el expresidente Eduardo Duhalde. La presidenta Cristina Fernández no se pronunció explícitamente sobre la actuación de Cobos, pero lo criticó en forma indirecta. En 2008, Néstor Kirchner confesó que la mandataria le reprochó diciéndole "qué vicepresidente que me pusiste" ya que la decisión de que Cobos fuera vicepresidente de CFK fue suya.

#### Vuelta a la UCR y precandidatura presidencial
Luego de la votación por las retenciones móviles la relación entre el gobierno y el vicepresidente se terminó. Por este motivo Cobos abandonó la Concertación Plural y creó su propio partido bajo del nombre de Consenso Federal (ConFe). El 19 de diciembre de 2008, Cobos lanzó la Fundación Consenso para el Desarrollo Argentino (CODA), presidida por Laura Montero, y que constituye un punto central en su estrategia de discusión de políticas públicas para la República Argentina.
En abril de 2009, el tribunal de ética de la Unión Cívica Radical resolvió levantar la sanción contra Cobos, disponiendo que su afiliación partidaria se reanudaría cuando finalizara su mandato como Vicepresidente de la Nación Argentina. Sin embargo, esto sucedió antes de esa fecha puesto que el 25 de septiembre de 2010, se disolvió el partido CONFE y su padrón (que incluía a Cobos) fue absorbido por la UCR de Mendoza.
Cobos presentó un proyecto de ley para instaurar a nivel nacional el Servicio Cívico Voluntario que había implementado anteriormente como gobernador de Mendoza. Este proyecto fue aprobado en la Cámara Alta el 30 de septiembre de 2010 y fue girado a la Cámara de Diputados para su tratamiento.
El 14 de octubre de 2010, se trató en el Senado la ley que buscaba fijar las jubilaciones en un 82% del sueldo de un trabajador activo. Esta votación terminó igualada en 35 votos y Cobos debió desempatar nuevamente, votando por la afirmativa en contraposición a la postura adoptada por el gobierno nacional. El voto del vicepresidente fue criticado por Cristina Fernández de Kirchner, quien declaró que, «tenemos un vicepresidente okupa» y por el jefe de gabinete Aníbal Fernández quien declaró «lo de Cobos es un ejemplo gráfico de traición».
Cobos manifestó su deseo de competir en las elecciones primarias simultáneas, abiertas y obligatorias a desarrollarse en agosto de 2011, para ser candidato a presidente en representación de la UCR, pero no en las preinternas que por resolución de la Mesa Directiva del Comité Nacional de la UCR iban realizarse el 30 de abril de 2011. En esas preinternas iban a participar el presidente del partido, senador Ernesto Sanz y el diputado nacional Ricardo Alfonsín.
El 7 de abril de 2011, Cobos dio a conocer que finalmente no sería candidato a presidente, luego de que Sanz declinara participar en las preinternas y que la UCR proclamara a Ricardo Alfonsín como candidato de ese partido. También aclaró que no competiría por la gobernación de su provincia natal, Mendoza.

### Diputado Nacional (2013-2015)
El 16 de diciembre de 2012,  Cobos anunció públicamente su intención de postularse como candidato a diputado nacional de la Unión Cívica Radical por la Provincia de Mendoza, en las elecciones legislativas de Argentina de 2013. Compitió en acuerdo con la lista del Frente Progresista, Cívico y Social en las Primarias Abiertas, Simultáneas y Obligatorias del 11 de agosto de 2013, imponiéndose con el 44,28% de los votos.
En las elecciones legislativas del 27 de octubre de 2013, Cobos obtuvo cerca del 48% de los votos, ratificando su triunfo previo en las PASO y aventajando por veinte puntos de diferencia al candidato a diputado por el Frente para la Victoria, Alejandro Abraham.

### Senador Nacional (2015-2021)
En junio de 2015 se anunció que Cobos sería candidato a Senador Nacional en la lista del Frente Cambia Mendoza integrado por la Unión Cívica Radical y el PRO. La lista se impuso en las elecciones, siendo elegido como gobernador Alfredo Cornejo y Cobos como senador. En la Cámara Alta ocupa la vicepresidencia de la Comisión de Relaciones Exteriores y la vocalía en otras cinco comisiones.
El 8 de agosto de 2018 votó en contra del proyecto de interrupción voluntaria del embarazo, aprobado en la Cámara de Diputados, formando parte del voto mayoritario que impidió que se transformara en ley.

### Diputado Nacional (2021-actualidad)
En las Elecciones legislativas de Argentina de 2021 es electo diputado nacional tras haber estado 6 años en el senado. Juro el día 7 y asumio sus funciones el 10 de diciembre y fue elegido por sus pares para ser el vicepresidente tercero de la cámara lugar que ocupaba también el Mendocino Alfredo Cornejo quien fue electo senador nacional.

## Obras publicadas
- Cobos, Julio (2011). Educación: El único camino. Buenos Aires: Septiembre Grupo Editor. ISBN 978-987-20919-2-7. Archivado desde el original el 18 de diciembre de 2014. Consultado el 9 de marzo de 2015.
- Cobos, Julio (2012). Otra mirada. Buenos Aires: IML (Instituto Moisés Lebensohn). ISBN 978-987-28029-1-2.

## Controversias
Durante su gestión como gobernador de Mendoza (2003-2007), Cobos enfrentó cuestionamientos por diversas decisiones y hechos ocurridos en su administración. En 2007 vetó una ley provincial que prohibía la minería con cianuro, medida que había sido aprobada por la Legislatura y que buscaba proteger el medio ambiente. También fue denunciado penalmente, junto con su ministro de Obras Públicas Francisco Morandini, por presunta falsificación de un decreto.
Ese mismo año, la provincia presentó otra denuncia contra Cobos por el aumento de tarifas eléctricas durante su mandato. Además, se registró un episodio de conmutación de penas que generó críticas: al menos cuatro condenados por delitos sexuales habrían visto reducidas sus penas por decretos firmados por Cobos.